# Батталья, Джачинто
Джачинто Батталья (итал. Giacinto Battaglia; 10 сентября 1803, Милан — 15 ноября 1861, Милан) — итальянский журналист, редактор, писатель и драматург.
Окончил медицинский факультет Павийского университета, однако медициной никогда не занимался.
Дебютировал как журналист и театральный рецензент в журнале Гаэтано Барбьери I Teatri. В 1827 году основал сатирический журнал La Vespa, двумя годами позже — общественно-политический журнал Indicatore lombardo, во главе которого стяжал себе репутацию одного из наиболее влиятельных и популярных ломбардских журналистов либерального направления. Продолжал руководить журналом после его слияния в 1838 году с другим изданием — обновлённый журнал выходил под названием Rivista europea. В связи с экономическими трудностями в 1843 году передал руководство журналом в руки Готтардо Кальви. Одновременно в 1842 году стал первым редактором Миланской музыкальной газеты и возглавлял её до 1846 года. В 1846—1853 гг. руководил Ломбардской театральной компанией. Кроме того, вместе с Франческо Амброзоли Батталья составил сборник биографических очерков о выдающихся деятелях современности «Современная галерея» (итал. Galleria contemporánea; 1841).
В литературе Батталья дебютировал историческими романами «Ломбардская лига» (итал. La Lega Lombarda; 1832) и «Джованна Провансская» (итал. Giovanna di Provenza; 1835, о королеве Неаполя Джованне I). Затем он опубликовал манифест «О настоящем положении итальянского драматического театра и о мерах по его улучшению» (итал. Delle attuali condizioni del Teatro drammatico italiano in Italia e dei mezzi per promuoverne il perfezionamento; 1838), после чего обратился к драматургии, сочинив ряд исторических пьес: «Джованна I Неаполитанская» на тот же сюжет (итал. Giovanna I di Napoli; 1838), «Луиза Строцци» (итал. Luisa Strozzi; 1839), «Филиппо Мария Висконти» (о последнем миланском герцоге династии Висконти, 1840), «Семья Фоскари» (итал. Famiglia Foscari; 1844) и «Маркиз Аннибале Порроне» (итал. Marchese Annibale Porrone; 1845, опубликовано 1859). Манера Баттальи-драматурга следовала традиции Сильвио Пеллико.
Последняя часть жизни Баттальи была посвящена работе над исследованием «История Рисорджименто» (итал. Storia del Risorgimento italiano nelle vicende politiche d'Europa dagli anni 1848-49 al 1859); смерть прервала эту работу на третьем томе.
Сын Баттальи Джакомо Батталья (1831—1859) подавал надежды как литературный критик, опубликовав в 1853 году анонимно статью «Роман в Италии» (итал. Del romanzo in Italia), затем с успехом дебютировал как драматург исторической драмой «Джероламо Ольджато» (итал. Gerolamo Olgiato; 1857, о заговоре и убийстве герцога Галеаццо Мария Сфорца). После этого, однако, он поступил в отряд альпийских охотников под началом Джузеппе Гарибальди и погиб в битве при Сан-Фермо.